# Свердловская железная дорога
Свердло́вская желе́зная доро́га (СвЖД) — один из 16 территориальных филиалов ОАО «Российские железные дороги», обслуживает железнодорожную инфраструктуру Урала и Западной Сибири. Дорога обеспечивает пропуск поездов из центральных и северо-западных районов европейской части России в Сибирь, в Казахстан, на Дальний Восток. Управление дороги находится в Екатеринбурге.
Граничит с Горьковской (Чепца, Дружинино), Южно-Уральской (Михайловский завод, Полевской, Нижняя, Колчедан), Западно-Сибирской (Называевская) железными дорогами. Соединяет европейскую и азиатскую части России, с запада на восток тянется на полторы тысячи километров и в северном направлении пересекает Полярный круг. Являясь основой транспортной системы Пермского края, Свердловской, Тюменской областей, Ханты-Мансийского и Ямало-Ненецкого автономных округов, имеет регион обслуживания площадью 1,8 млн км² с населением более 11 млн человек.
Свердловская железная дорога обслуживает около 1500 подъездных путей (на 2006 год их было 1332), её услугами пользуются более 12 000 промышленных предприятий. Эксплуатационная длина (на 01.01.10) — 7152,2 км, развёрнутая длина — 13 852,5 км. В регионе Свердловской железной дороги развита сеть мелких веток и подъездных путей обслуживающих горнорудную, каменноугольную, деревообрабатывающую промышленность и производство строительных материалов.
Совместно с ОАО «Ямальская железнодорожная компания» эксплуатируется действующий участок Трансполярной магистрали (Коротчаево — Новый Уренгой — Пангоды).
Дорога награждена орденом Ленина (1971), орденом Октябрьской Революции (1978).
С апреля 2019 года начальник дороги — Иван Николаевич Колесников. Это первый в истории РЖД случай, когда филиал возглавил не инженер по образованию, а экономист и финансист.

## История
В августе 1834 года в окрестностях Нижнего Тагила была введена в эксплуатацию железная дорога нижнетагильских заводов длиной 3,5 км, спроектированная крепостными умельцами Черепановыми (см. Паровозы Черепановых). Это произошло за два года до запуска в Санкт-Петербурге Царскосельской ж/д, традиционно называемой «первой железной дорогой общественного пользования в России».
Позже системную идею строительства на Урале масштабной железной дороги всесторонне обосновал нижнетагильский инженер В. К. Рашет. В 1861 году он опубликовал статью в газете «Пермские губернские новости» (№ 47), а затем более обстоятельно изложил аргументы в ряде других публикаций. Дорога должна была пройти через главные горные округа Среднего Урала: от Перми через Пермский казённый, Кыновский графа Строганова, Гороблагодатский казённый, Тагильский Демидова, Алапаевский наследников Яковлевых, город Ирбит и до Тюмени, соединив при этом Обскую и Волжскую водные системы.
В 1868 году пермский предприниматель И. И. Любимов выдвинул ещё один проект — дорога должна была пройти от Перми к Тоболу, через Кунгур, Екатеринбург и Шадринск.
После многочисленных обсуждений и уточнений предлагаемых проектов главный управляющий путей сообщения П. П. Мельников предложил прокладывать в этом районе Урала не одну железную дорогу, так как транзитные и горнозаводские потребности не могли полностью обеспечиваться одной общей линией. В 1869 году совещание уральских горнозаводчиков решило, что в первую очередь должна быть построена дорога в направлении от Перми через Лысьвенский, Кыновский и Гороблагодатский округа на Нижнетагильский завод, а от него к югу через Невьянские и Верх-Исетские заводы до Екатеринбурга.
В скором времени были проведены правительственные изыскания местности. Началось строительство трассы. Строительство велось «Обществом горнозаводской железной дороги». В 1870-е годы производилось отчуждение земель, снос строений, вырубка леса, устройство временных дорог, постройка телеграфа, сооружение мостов и др. 1 (14) октября 1878 года открыто движение по Уральской горнозаводской железной дороге на участке Пермь — Камасино (Чусовская) — Нижний Тагил — Екатеринбург протяжённостью 669 вёрст.
В конце 1885 года была построена ветка Екатеринбург — Тюмень. В январе 1888 года эта ветка была объединена с горнозаводской веткой в одну магистраль, которая стала называться Уральской железной дорогой. Таким образом, были соединены бассейны Оби и Камы. В 1896 году было завершено строительство ветки от Екатеринбурга до Челябинска, соединившей Уральскую железную дорогу с Транссибирской магистралью, а вскоре — от Перми через Вятку (ныне в г. Кирове) до Котласа. К началу 1900 году дорога меняет название на Пермь-Тюменскую, а вскоре становится Пермской. Её протяжённость к этому моменту превысила 2100 вёрст.
В 1906 году железная дорога была связана с центром благодаря строительству на государственные деньги крупной линии от Вятки через Буй, Галич, Вологду, Череповец и Тихвин до станции Обухово Николаевской ж. д..
По причине низкой пропускной способности, горнозаводский участок дороги стал помехой. В 1905 году было решено, проложить за счёт государственной казны, новую линию через Урал по кратчайшему расстоянию. И 1 ноября 1909 года трасса Пермь — Кунгур — Екатеринбург длиной 367 вёрст была введена в эксплуатацию.
В 1913 году построена Тюмень-Омская железная дорога, вошедшая в состав Омской железной дороги. В 1916 году была построена Западно-Уральская железная дорога (Чусовская — Лысьва — Кузино — Дружинино — Бердяуш) и Северо-Восточная Уральская железная дорога (Екатеринбург II (ныне Шарташ) — Тавда). Таким образом, к революции 1917 года в основном завершилось формирование сети железных дорог на Урале. Уже в годы гражданской войны было завершено строительство Казанбургской дороги (Казань — Сарапул — Красноуфимск — Дружинино — Екатеринбург).
В сентябре 1919 года к Пермской железной дороге были присоединены Западно-Уральская, Богословская, Северо-Восточная Уральская и часть Омской. В этом же году управление дороги переносится из Перми в Екатеринбург в связи с тем, что были взорваны мосты через Каму, Чусовую, Сылву и Пермский железнодорожный узел оказался отрезанным от всей сети дорог.
В 1936 году Пермская дорога была переименована в железную дорогу имени Кагановича, а в 1939 году из неё выделена «малая» Пермская железная дорога. В 1943 году железная дорога имени Кагановича переименована в Свердловскую, а в 1953 году объединена обратно с Пермской.

## Структура
Свердловская железной дорога имеет следующие регионы обслуживания: Нижнетагильский, Пермский, Екатеринбургский, Тюменский, Сургутский.
До 30 сентября 2010 года существовали отделения. С 1 октября 2010 года все отделения были преобразованы в регионы, Свердловское отделение переименовано в Екатеринбургский регион.

## Станции
На Свердловской железной дороге 1328 станций. Основные узлы и узловые станции:
- Свердловский узел: Екатеринбург-Сортировочный, Екатеринбург-Пассажирский, Шарташ, Путёвка, Аппаратная, Гипсовая, Шувакиш
- Пермский узел: Пермь-Сортировочная, Пермь II, Пермь I, Лёвшино
- Тюменский узел: Войновка
- Тагильский узел: Нижний Тагил, Сан-Донато, Вагонозавод, Завязовская, Старатель, Смычка, Гороблагодатская, Кушва
- Серовский узел: Серов, Серов-Сортировочный, Каква
- Чусовская
- Егоршино
- Дружинино
- Богданович
- Кузино
- Каменск-Уральский
- Алапаевск

## Локомотивное хозяйство
- ТЧ-1 Локомотивное депо Смычка
- ТЧ-2 Моторвагонное депо Пермь-2
- ТЧ-6 Локомотивное депо Свердловск-Пассажирский
- ТЧ-11 Моторвагонное депо Нижний Тагил
- ТЧ-12 Локомотивное депо Серов
- ТЧ-13 Локомотивное депо Егоршино
- ТЧ-17 Локомотивное депо Пермь-Сортировочная
- ТЧ-5 Локомотивное депо Свердловск-Сортировочный
- ТЧ-19 Эксплуатационное локомотивное депо Камышлов
- ТЧ-21 Моторвагонное депо Свердловск
- ТЧ-15 Локомотивное депо Каменск-Уральский
- ТЧ-8 Эксплуатационное локомотивное депо Ишим
- ТЧ-18 Эксплуатационное локомотивное депо Сургут
- ТЧ-7 Эксплуатационное локомотивное депо Войновка

### Пассажирский комплекс
Для обеспечения пассажирских перевозок на дороге работают 47 вокзалов, 418 станций, 3 пассажирских вагонных депо, 550 билетных касс. С 20 мая 2003 года введён в обращение фирменный поезд «Демидовский экспресс» сообщением Екатеринбург — Санкт-Петербург. Это единственный в России фирменный поезд, который удостоен диплома созданного по инициативе ЮНЕСКО Международного Демидовского фонда за возрождение и сохранение индустриального, духовного и культурного наследия России.
Сейчас[когда?] на дороге курсируют 7 фирменных поездов:
1. 11/12 «Ямал» сообщением Новый Уренгой — Москва, (ЛВЧ Нижний Новгород-Московский, следует через Нижний Тагил, Гороблагодатская, Чусовская, Лёвшино, Пермь-Сорт.);
2. 7/8 «Кама» Пермь — Москва, (ЛВЧ Пермь) — отменён;
3. 59/60 «Тюмень» Нижневартовск — Москва, (ЛВЧ Казань, с декабря 2020 года ЛВЧ Екатеринбург);
4. 71/72 «Демидовский экспресс» Екатеринбург — Санкт-Петербург, (ЛВЧ Екатеринбург);
5. 83/84 «Северный Урал» Приобье — Серов — Москва, (ЛВЧ Нижний Новгород-Московский), через Пермь-Сорт., Лёвшино — Чусовская — Кушва;
6. 15/16 фирменный поезд Екатеринбург — Москва; (ЛВЧ Казань, через Казань, формирования Уральского филиала АО «ФПК», с декабря 2020 года ЛВЧ Екатеринбург);
7. 45/46 фирменный поезд «Урал» Екатеринбург — Кисловодск (ЛВЧ Екатеринбург).

Пассажирские поезда:
1. скорый поезд 122Е/122У Екатеринбург — Оренбург,
2. пассажирский поезд 309/310 Пермь — Новый Уренгой,
3. пассажирский поезд 335/336 Екатеринбург — Новороссийск,
4. пассажирский поезд 337/338 Екатеринбург — Приобье,
5. пассажирский поезд 343/344 Екатеринбург — Приобье (отменён с сентября 2018 года),
6. пассажирский поезд 603/604 Екатеринбург — Соликамск,
7. пассажирский поезд 609/610 Екатеринбург — Устье-Аха,
8. пассажирский поезд 351/352 Уфа — Екатеринбург — Приобье (введён вместо поезда 343/344) (формирование ВЧ Уфа Куйбышевского филиала АО «ФПК» + группа прицепных плацкартных вагонов Екатеринбург — Приобье ЛВЧ Екатеринбург Уральского филиал АО «ФПК».

Дополнительные летние поезда формирования ЛВЧ Екатеринбург Уральского филиала АО «ФПК»:
- пассажирский поезд 337/522/521/338 Екатеринбург — Приобье — Новороссийск,
- пассажирский поезд 591/592 Приобье — Анапа  — отменён,
- пассажирский поезд 233/234 Екатеринбург — Адлер,
- пассажирский поезд 290/289 Екатеринбург — Анапа.